# الأولينغو السهلي الغربي
الأولينغو السهلي الغربي (الإسم العلمي:Bassaricyon medius)، هو نوع يتبع جنس الأولينغو من فصيلة الراتونيات. يستوطن أمريكا الوسطى وأمريكا الجنوبية غرب جبال الأنديز.